# Банда Келли (фильм)
«Банда Келли» (англ. Ned Kelly) — романтизированная биографическая драма Грегора Джордана о жизни Неда Келли — грабителя и народного героя Австралии. Экранизация романа Роберта Дрю.

## Сюжет
Действие фильма разворачивается в Австралии в конце XIX века. Подросток Нед Келли, сын бедных ирландских переселенцев, попадает по ложному обвинению в тюрьму. За три года, проведённые за решёткой, в его сердце рождается и крепнет ненависть к полиции, которая притесняет ирландцев и жестоко обходится с заключёнными. После того, как полиция арестовывает его мать, Келли ударяется в бега, объединяется с братом Дэном и друзьями и организовывает банду. Банда занимается разбоем, совершает дерзкие ограбления банков, и вскоре Нед Келли становится самым разыскиваемым преступником Австралии. Деньги, полученные разбойным путём, передаются фермерам для погашения долгов и выкупа людей из тюрем, а закладные в банках сжигаются.

## В ролях
| Актёр          | Роль         |
| -------------- | ------------ |
| Хит Леджер     | Нед Келли    |
| Орландо Блум   | Джозеф Бирн  |
| Джеффри Раш    | Фрэнсис Хэйр |
| Наоми Уоттс    | Джулия Кук   |
| Фил Барантини  | Стив Харт    |
| Лоуренс Кинлан | Дэн Келли    |
| Эмили Браунинг | Грейс Келли  |
| Керри Кондон   | Кейт Келли   |

## Награды и номинации

### Награды
- 2003 Премия Австралийского института кино
  - Лучший дизайн костюмов — Анна Боргези
  - Лучшая работа художника — Стивен Джонс-Эванс

### Номинации
- 2003 Премия Австралийского института кино
  - Лучший актёр — Хит Леджер
  - Лучший актёр второго плана — Орландо Блум
  - Лучшая операторская работа — Оливер Стэплтон
  - Лучшая режиссура — Грегор Джордан
  - Лучший монтаж — Джон Грегори
  - Лучший адаптированный сценарий — Джон Макдонах